# Голубянка меотийская
Голубянка меотийская (лат. Polyommatus meoticus) — дневная бабочка из семейства голубянок.

## Этимология названия
Meoticus (историко-топонимическое название) — меотический. Меотида — древнее название восточного Приазовья.

## Описание
Небольшая дневная бабочка. Половой диморфизм ярко выражен. Длина переднего крыла 13—18 мм, размах крыльев 25—32 мм. Верхняя сторона крыльев самцов небесно-голубая (бирюзовая), с сильным блеском. Чёрная краевая кайма узкая, изнутри к ней примыкают черноватые пятна прикраевого ряда, лучше развитые на заднем крыле. У самок верхняя сторона крыльев буровато-серая, у около 20 % особей бабочек — с интенсивным голубым опылением прикорневой, анальной и центральной области. Оранжевые прикраевые лунки хорошо развитые, образуют полные ряды на обоих крыльях. Бахромка крыльев белая. Нижняя сторона крыльев серовато-белая, у некоторых особей — чисто белая или слегка желтоватая с чёрными пятнами и оранжевыми элементами.

## Ареал
Эндемик Северо-западного Кавказа и Предкавказья.
Населяет скалистые обнажения в лесном поясе, травянистые и кустарничковые ассоциации на скальных полках на высоте от 1300 до 1400 метров над уровнем моря. На Северо-западном Кавказа обитает в темнохвойных лесах, в Центральном Предкавказье обитает на южных разнотравных экспозициях гор на мергелево-меловых почвах.

## Биология
Развивается в одном поколении за года. Время лета бабочек с первой декады июля до первой декады августа. В солнечную погоду самцы стремительно летают вдоль скальных стен, разыскивая самок. Самки менее подвижны. Бабочки держатся около обильно цветущих растений астрагала и подолгу скрываются в его подушках. Питаются на соцветиях тимьяна (Thymus), душицы (Origanum), лядвенца (Lotus). Зимуют гусеницы младших возрастов, которые затем развиваются в июне-июле следующего года. Кормовые растения гусениц: Astragalus demetrii.